# Amunda Kolderup
Amunda Bartholda Wilhelmine Mariane Kolderup (Furnes, 15 december 1846- Christiania, 28 september 1882) was een Noorse zangeres met het stembereik sopraan en mezzosopraan. Ze wordt beschouwd als de beste zangeres van Noorwegen van de 19e eeuw, maar had door haar vroege dood slechts een korte carrière, die zich vooral in Duitsland afspeelde.

## Leven en werk
Ze werd geboren op de boerderij Holgård in Furnes binnen het gezin van ritmeester Niels Herman Colbjørnsen Kolderup (1798-1855) en Ulrike Charlotte Todderud. Na de dood van haar vader vertrok het gezin naar Hamar. Amunda ging vervolgens naar een privéschool. Ze bleef ongehuwd.
Haar zangcarrière kwam relatief laat op gang, al was haar uitzonderlijke stemgeluid al vroeg opgevallen. Pas in 1869, op 23-jarige leeftijd, kreeg ze haar eerste zanglessen van Gina Sandberg in Oslo. Vervolgens zette ze haar opleiding voort in Stockholm bij Adelaide Leuhusen. Daarna probeerde ze al rondtrekkend de kost te verdienen, maar de belangstelling voor liederenconcerten was gering en er was een gemis aan goede concertzalen. Die in Bergen was lang niet uitverkocht toen Kolderup er kwam optreden en de recensies waren niet positief. In Duitsland had haar uitzonderlijke, soepele stemgeluid veel meer succes.
In 1874 begon haar operaloopbaan, waarvoor ze werd opgeleid door Richard Levy in Wenen. Haar debuut als operazangeres vond plaats op 18 september 1875 in Olmütz in de dubbelmonarchie Oostenrijk-Hongarije . Ze zong de rol van Leonora in Il Trovatore van Verdi. Ze zong vervolgens in korte tijd 22 operarollen in Salzburg, Würzburg, Dessau en Mannheim. Om haar stem verder te ontwikkelen voor de Italiaanse opera studeerde ze verder bij de beroemde zangpedagoog San Giovanni in Milaan. Terug in Duitsland zong ze in de Stadttheaters van Aken en Mainz en werd in mei 1881 als prima donna onthaald in het Hoftheater in Kassel. 
Ze was klaar voor het grote operawerk in Berlijn, maar op 1 oktober 1881 stond ze in de coulissen te wachten voor haar rol als Rezia in Webers Oberon, toen een beroerte toesloeg. Ze ging voor herstel naar Noorwegen, maar stierf bijna een jaar later op 35-jarige leeftijd.

## Enkele concerten
- 18 april 1874, Oslo; Musikforeningen: ze zong liederen van Halfdan Kjerulf; andere aanwezigen die avond waren Agathe Backer-Grøndahl en Gudbrand Bøhn met onder ander de Kreutzer Sonate
- 16 juni 1875: optreden in Logens store festsal in Oslo; concert met Sina Ring, Thorvald Lammers, Martin Ursin
- 22 juni 1875 zong ze in het Christiania Theater
- 5 juni 1876: Oslo: Klingenbergs Festsal: ze zong een opera-aria van Carl Maria von Weber

- Bibsys: 10002828
- International Standard Name Identifier: 0000 0003 6310 423X
- Virtual International Authority File: 227221766